# SUSE Studio

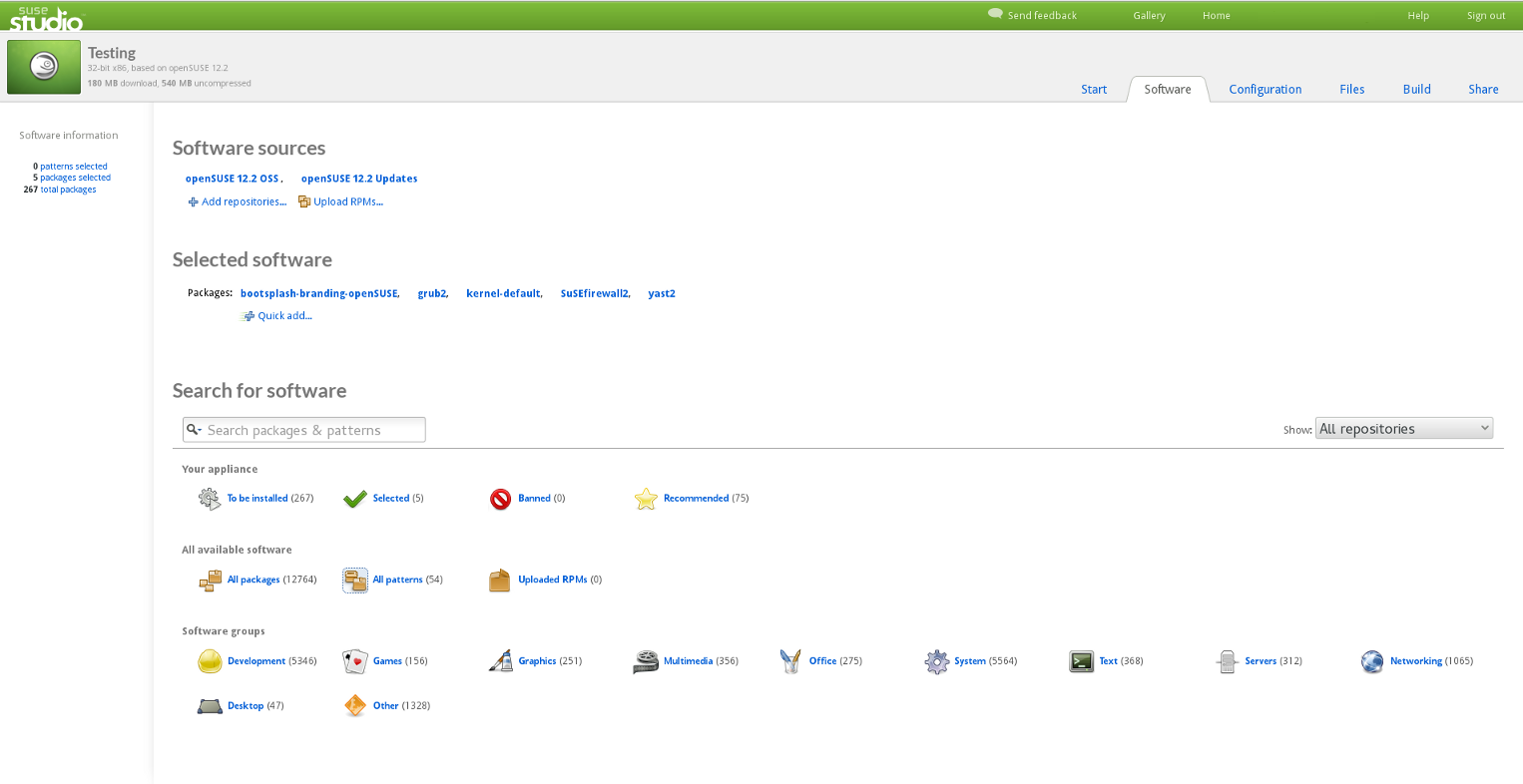
SUSE Studio

SUSE Studio – program do tworzenia obrazów systemu operacyjnego Linux na podstawie openSUSE. Pozwalał użytkownikowi rozwinąć swoją własną dystrybucję poprzez proste wybranie które programy mają wchodzić w skład systemu. Dodatkowo można wybrać  openSUSE, SUSE Linux Enterprise Server albo SUSE Linux Enterprise Desktop jako bazę systemu, GNOME albo KDE jako środowisko graficzne. SUSE Studio pozwalał na zbudowanie w pełni funkcjonalnego systemu wyposażonego w przeglądarkę Firefox oraz każdy program jaki SUSE Studio miał w swojej bazie danych. Z dniem 15 lutego 2018 usługa została zamknięta.

## Formaty obrazów płyt i opcje uruchamiania
SUSE Studio wspierał następujące formaty obrazów:
- Live CD
- Preload ISO
- VMware image / VMDK
- VirtualBox
- Obraz dysku twardego /obraz USB
- Xen
- KVM
- OVF
- Amazon EC2(AMI)
- PXEBoot